# Thaddäus Anton Dereser

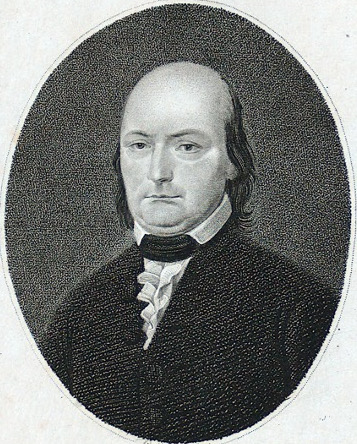
Thaddäus Anton Dereser

Thaddäus Anton Dereser (* 3. Februar 1757 in Fahr, heute Volkach; † 16. Juni 1827 in Breslau) war ein deutscher Katholischer Theologe. Er war Professor für Gräzistik, Hermeneutik, Exegese, Pastoraltheologie und Dogmatik.

## Leben
Dereser trat 1776 in den Karmelitenorden ein und studierte Philosophie und Theologie an der Julius-Maximilians-Universität Würzburg und der Ruprecht-Karls-Universität Heidelberg. Er empfing 1780 in Mainz die Priesterweihe. Ab 1783 war er Professor für Griechisch und neutestamentliche Hermeneutik an der Akademie (ab 1786 Universität) Bonn. Im Jahr 1791 wurde Dereser Professor der exegetischen Theologie in Straßburg. Während der Französischen Revolution verweigerte er den Eid auf die Konstitution und wurde deshalb zum Tode verurteilt; nach dem Sturz Robespierres kam er aber wieder frei.
Im Jahr 1799 wurde er Professor der orientalischen Sprachen, Exegese und Pastoraltheologie in Heidelberg, 1807 dann Professor der biblischen Exegese und der orientalischen Sprachen an der Albert-Ludwigs-Universität Freiburg und 1810 Stadtpfarrer in Karlsruhe. Von 1811 bis 1814 war er Regens des bischöflichen Priesterseminars in Luzern. 1815 wurde er Professor der Dogmatik und Domkapitular an der neuen Schlesischen Friedrich-Wilhelms-Universität Breslau. Für das Amtsjahr 1819/20 wurde er zum Rektor gewählt. Einer seiner Schüler in Breslau war Anton Frenzel.
Dereser war ein katholischer Vertreter der Aufklärung und legte die Bibel rationalistisch aus. Er übersetzte das Alte Testament aus dem Hebräischen und vervollständigte so das Werk des Dominikus von Brentano, der das Neue Testament und den Pentateuch übersetzt hatte. Die Bibelübersetzung von Brentano und Dereser erschien 1828–37 in einer von Johann Martin Augustin Scholz überarbeiteten Fassung.

## Werke
- Entstehung und Einweihungsgeschichte der Kurkölnischen Universität zu Bonn unter der glorreichen Regierung Maximilian Franzens, von Gottes Gnaden Erzbischofs zu Köln, des H.R. Reichs durch Italien Erzkanzlers und Kurfürsten ... im Jahre 1786, den 20ten November und folgende Tage. Abshoven, Bonn ca. 1786. (Digitalisat)
- Jesus als Sohn Gottes und als Lehrer der Menschheit. Haase, Bonn 1790 (Digitalisat)
- Erbauungsbuch für katholische Christen auf alle Tage des Kirchenjahres., 4. Band, der den Herbsttheil, vom funfzehnten bis zum letzten Sonntage nach Pfingsten enthält. 3., rechtmäßige, durchaus verbesserte und vermehrte Ausgabe., Claß, Heilbronn, 1805
- BIBEL – Die heilige Schrift des alten Testaments. Hrsg. v. Dominikus von Brentano. Fortgesetzt v. Thaddäus Anton Dereser, Frankfurt/Main, Barrentrapp u. Wenner: 1801.
- Zweyter Theils zweyter Band, welcher die Bücher der Könige, der Chronik, Esra und Nehemia enthält., Tit., 1 Bl., 537